# Ilex paraguariensis
Ilex paraguariensis of matéplant is een Zuid-Amerikaanse boom uit de hulstfamilie (Aquifoliaceae). De plant kan tot tien meter hoog worden, heeft een gladde grijze stam en donkergroene bladeren.
De boom komt voor in het noorden van Argentinië, in Paraguay en in het zuiden van Brazilië. De plant heeft vruchtbare gronden en een subtropisch klimaat nodig.
Er wordt maté van gemaakt.

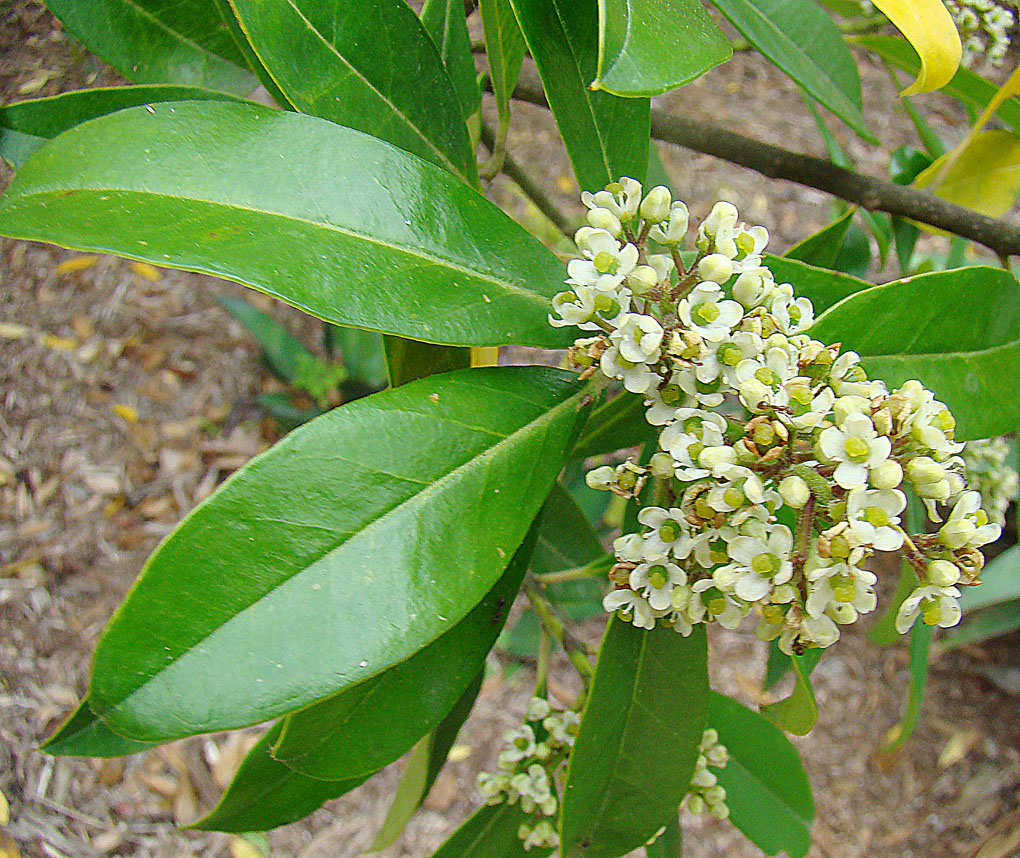
Blad en bloemen
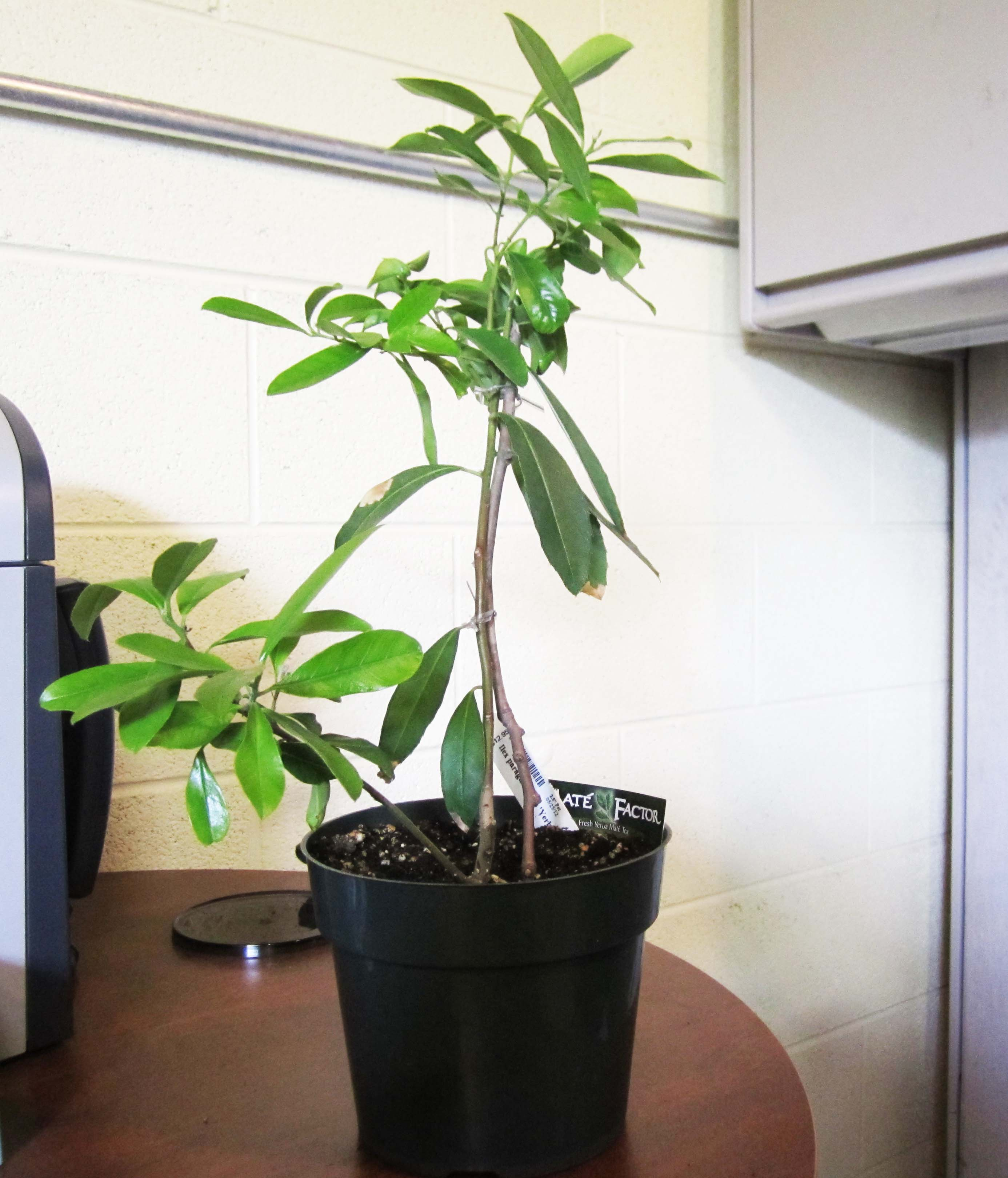
Jonge plant
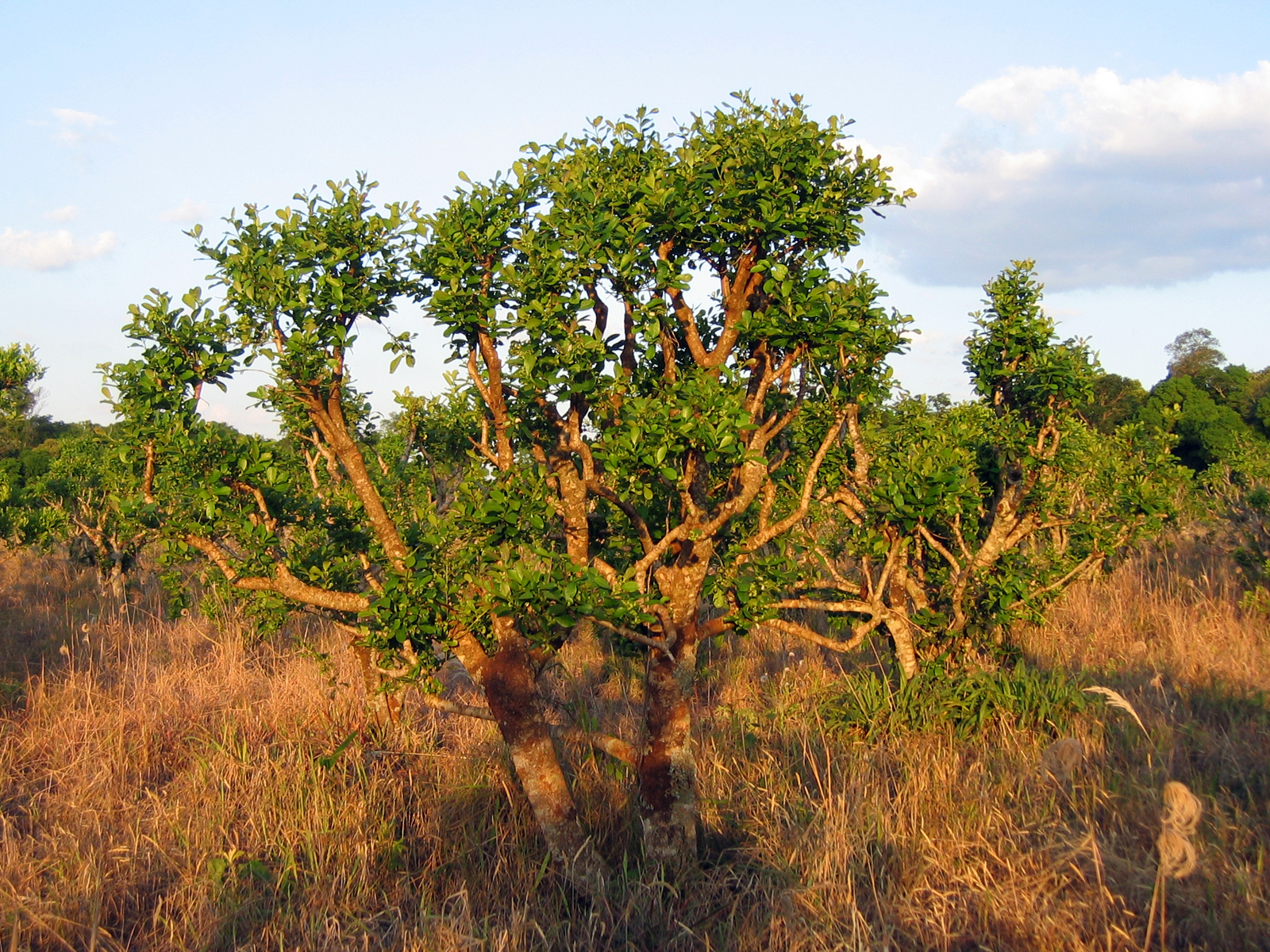
Volgroeide boom

... · 
I. aquifolium (Hulst) · 
I. canariensis · 
I. crenata (Japanse hulst) · 
I. paraguariensis (Matéplant) · 
I. perado · 
...